# Марьевка (Пителинский район)
Марьевка — деревня в Пителинском районе Рязанской области. Входит в Потапьевское сельское поселение

## География
Находится в северо-восточной части Рязанской области на расстоянии приблизительно 7 км на север по прямой от районного центра поселка Пителино.

## История
В 1862 году здесь (тогда деревня Елатомского уезда Тамбовской губернии) было учтено 23 двора.

## Население
Численность населения: 188 человек (1862 год), 320 (1914), 2 в 2002 году (русские 100 %), 1 в 2010.